# Matapan
Matapan, även Tainaron, är det grekiska fastlandets sydligaste udde, belägen på Peloponnesos.
Den 26 februari 1916 förliste trupptransportfartyget "SS Provence II" söder om Matapan, vilket var den värsta fartygskatastrofen under första världskriget.
Under andra världskriget, den 27–28 mars 1941, stod utanför udden slaget vid Kap Matapan, där den brittiska medelhavsflottan under Andrew Cunningham utan några egna förluster sänkte tre italienska kryssare och två jagare samt torpederade ett slagskepp.